# 순천비봉초등학교
순천비봉초등학교는 대한민국 전라남도 순천시에 있는 공립 초등학교이다.

## 학교 연혁
- 1998년 3월 1일: 순천동초등학교로 개교. 초대 교장 정형모 취임. 병설유치원 개원(1학급)
- 1998년 9월 1일: 순천비봉초등학교로 교명 확정. 순천비봉초등학교 신축교사로 이전
- 1998년 10월 2일: 학교준공식 및 개교 기념식
- 1999년 2월 19일: 제 1회 졸업식
- 2014년 3월 1일: 김순종 제 7대 교장 부임
- 2016년 2월 5일: 제 18회 졸업식(총 3,426명)

## 참고 자료
- 순천비봉초등학교 - 한국교육학술정보원 학교알리미